# Марія Ань Лінхуа
Марія Ань Лінхуа (кит.: 安靈花瑪利; 1871, провінція Хебей, Китай — 11 липня 1900, там само) — свята католицької церкви, мучениця.

## Біографія
У 1899–1900 рр. в Китаї відбувалося боксерське повстання, під час якого постраждало багато християн. 11 липня 1900 року Марія Ань Лінхуа, разом зі своїми бабусею Анною Ань Синь і родичками Марією Ань Го та Анною Ань Цзяо, була заарештована повстанцями за сповідування християнства. Від них вимагали під загрозою смерті відмовитися від своєї віри. Заарештовані жінки залишилися вірні християнству, внаслідок чого їх вивели за межі села і стратили.

## Прославлення
Марія Ань Лінхуа була беатифікована 17 квітня 1955 року Римським Папою Пієм XII і канонізована 1 жовтня 2000 року Папою Римським Іоанном Павлом II, разом з групою 120 китайських мучеників.
День пам'яті в католицькій церкві — 9 липня.

## Джерело
- George G. Christian OP, Augustine Zhao Rong and Companions, Martyrs of China, 2005, стор. 73 (англ.)